# 186 (tal)
186 är det naturliga talet som följer 185 och som följs av 187.

## Inom vetenskapen
- 186 Celuta, en asteroid

## Inom matematiken
- 186 är ett jämnt tal.
- 186 är ett tetradekagontal.